# 李叔平
李 叔平（り しゅくへい、1896年 – 没年不詳）は、中華民国・満洲国の官僚。

## 事績
日本に留学し、東京高等工業学校機械科を卒業。1922年（民国11年）から奉天紡紗廠工務長、四洮鉄路機務分段長、洮昂鉄路局工程師、呼海鉄路局機械科長、中東鉄路総工廠長を歴任している。
満洲国建国後の1932年（大同元年）9月に東省特別区市政管理局秘書となり、翌1933年（大同2年）4月にハルビン市政籌備所総務科長、7月に同市公署行政処長と歴任する。1934年（康徳元年）12月に浜江省民政庁長、1936年（康徳3年）に土木局副局長、1937年（康徳4年）に吉林省土木庁長、1939年（康徳6年）1月、開拓総局拓地処長に任命された。
1941年（康徳8年）10月11日、李叔平は北安省長に起用された。1944年（康徳11年）12月16日、中央へ呼び戻され、禁煙総局長に改任された。
1945年以後における李叔平の動向は不明である。